# Reptadeonella hymanae
Reptadeonella hymanae är en mossdjursart som beskrevs av Jacqueline A. Soule 1961. Reptadeonella hymanae ingår i släktet Reptadeonella och familjen Adeonidae. Inga underarter finns listade i Catalogue of Life.